# Penelope barbata
Penelope barbata là một loài chim trong họ Cracidae.